# 汤姆·莱勒
汤姆·莱勒（/ˈlɛərər/，1928年4月9日—2025年7月26日）是一位美国音乐家、歌手和数学家，活跃于20世纪六十年代，七十年代后退出乐坛进入加利福尼亞大學聖塔克魯茲分校教授数学和音乐剧历史。